# Preacher
Preacher este un serial TV Weird Western de aventuri din 2016 creat de Sam Catlin, Evan Goldberg și Seth Rogen pentru AMC cu Dominic Cooper, Joseph Gilgun și Ruth Negga în rolurile principale. Se bazează pe seria de benzi desenate Preacher creată de Garth Ennis și Steve Dillon și publicată sub sigla Vertigo Comics a editurii DC Comics. Serialul a fost preluat oficial la 9 septembrie 2015, cu o comandă de zece episoade. A avut premiera la 22 mai 2016. Serialul a fost reînnoit pentru un al patrulea și ultimul sezon, care a avut premiera la 4 august 2019 și s-a încheiat la 29 septembrie 2019.
Jesse Custer (Dominic Cooper) este un predicator puternic, care, după o criză de credință, primește o putere extraordinară. Începe o căutare pentru a-și înțelege mai bine noul său dar și de a-l găsi literalmente pe Dumnezeu, alături de fosta sa iubită, Tulip (Ruth Negga), și de noul său prieten vampir, irlandezul Cassidy (Joe Gilgun).